# Chaghantoqay
Chaghantoqay, även känd som Yumin på kinesiska, är ett härad som lyder under prefekturen Tarbagatay i Xinjiang-regionen i nordvästra Kina.
Orten var en av skådeplatserna för den kinesisk-sovjetiska gränskonflikten hösten 1969.